# Chapim-rabilongo
O chapim-rabilongo ou chapim-rabilongo-comum (Aegithalos caudatus) classificado na superordem Passeri, subordem Passerida e família Aegithalidae, encontra-se nos bosques e florestas de grande parte da Península Ibérica. Ainda que pertença a uma família distinta dos "verdadeiros" chapins, a família Parus, estas duas famílias estão intimamente relacionadas. Também é conhecido por colher, foguete, quissarro, rabilongo e rabo-de-foguete.

## Descrição
Distingue-se pela sua cauda, com cerca de oito a nove centímetros, mais longa que o resto do corpo. Mede cerca de 14 cm a 16 cm (do bico à cauda) e tem um peso de cerca de dez gramas.
No norte da Europa existe a subespécie A. c. caudatus que apresenta cabeça branca e as asas quase todas brancas, enquanto a subespécie A. c. rosaceus, na Europa ocidental, é caracterizado por uma larga faixa escura em arco por cima do olho, as escapulares de cor amarela rosada intensa, uropígio e painéis das asas esbranquiçados. Na Europa central existem populações de formas mistas das duas formas. Os juvenis apresentam as bochechas e o pescoço escuros, não apresentando os flancos rosáceos como os adultos.
Os rabilongos na Península Ibérica são mais escuros, com os lados da cabeça riscados, os flancos de cor de vinho e o dorso quase preto, com a cauda comparativamente mais curta.
As patas são negras.

## Habitat e distribuição
Encontra-se em jardins, parques e bosques caducifólios abertos e mistos, preferindo as aveleiras e arbustos.

## Alimentação
No verão alimentam-se principalmente de pequenos insectos e aracnídeos mas não rejeitam rebentos e pequenos frutos. No inverno alimentam-se de sementes gordas.

## Comportamento

### Gregarismo
Durante o inverno é frequentemente avistado em companhia de outros chapins, mas sempre em pequenos bandos. Não é demasiadamente territorial, fazendo por vezes ninhos próximos uns dos outros.

### Vocalização
Os chamamentos são um "tserr" áspero, semelhante ao da carriça, um "tett" chiado e um "srii-srii-srii". O canto é um trinado fraco, monótono, "sii uiuiuiuiui", semelhante ao do chapim-azul.

## Reprodução

### Ninho
Constrói ninhos muito elaborados em forma de bolsa e com entrada lateral, usando musgo, pelos de animais e penas, fixando o conjunto com teias de aranha. O ninho é ampliado conforme as crias vão crescendo.

### Postura e ovos
A postura consiste em oito a doze ovos brancos com pintas vermelhas.

### Incubação
Os ovos são incubados durante 12 a 14 dias.

### 1º voo
As crias estão prontas a voar ao fim de 12 a 14 dias.

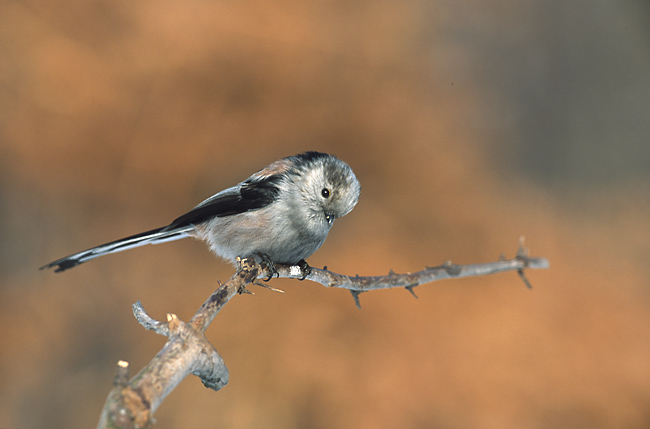
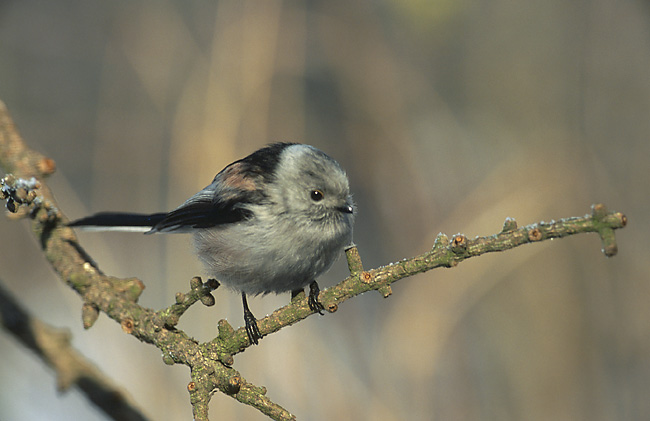
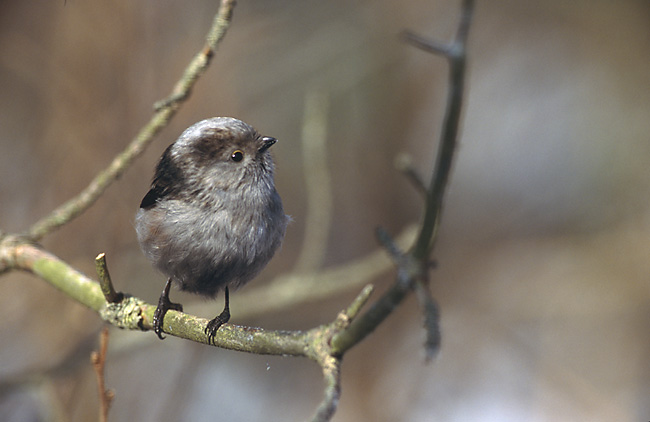
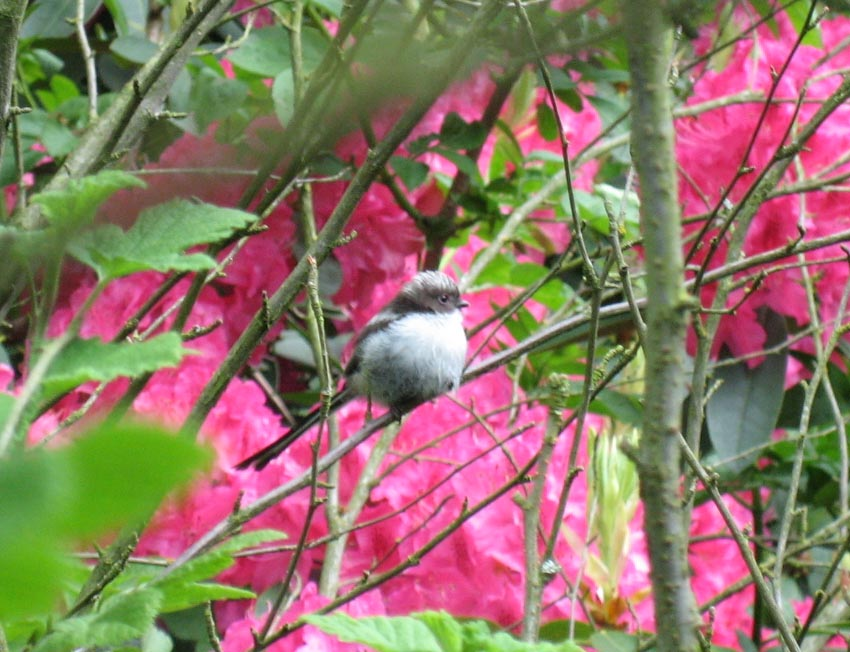
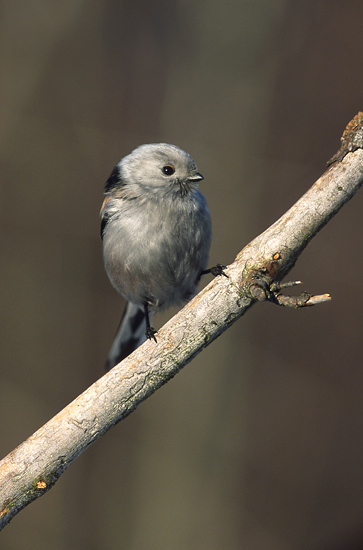
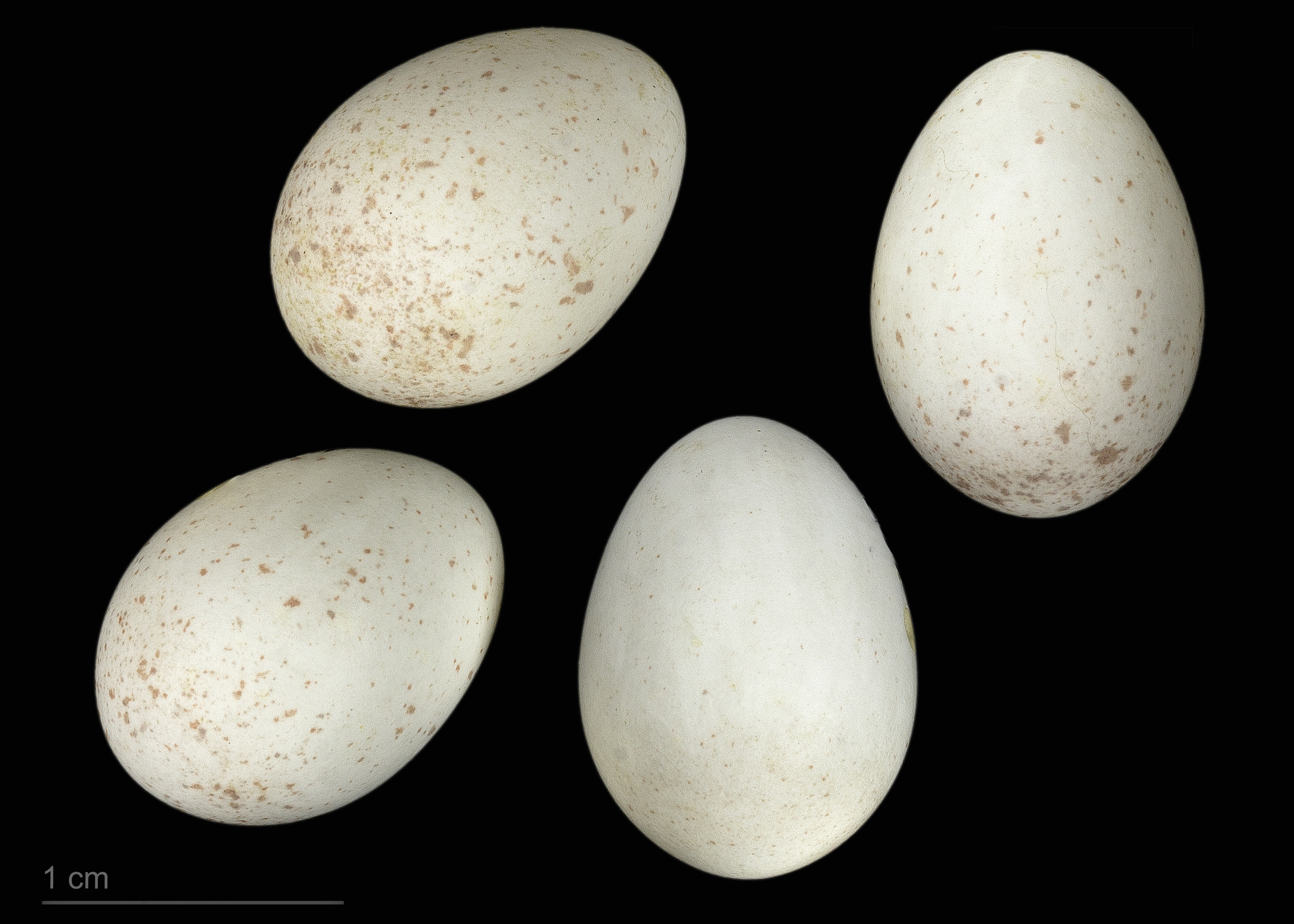
Aegithalos caudatus  - MHNT